# ماث جاكس
ماث جاكس مكتبة برمجية لعرض المعادلات الرياضية في مختلف متصفحات الويب، باستخدام لاتخ وماث إم إل.

## وصلات خارجية
- ماث جاكس على موقع Open Hub (الإنجليزية)
- ماث جاكس على موقع Free Software Directory (الإنجليزية)